# Champaign (Illinois)
Champaign is een universiteitsstad in de Amerikaanse staat Illinois, en ligt binnen Champaign County. Champaign deelt de campus van Universiteit van Illinois te Urbana-Champaign met zusterstad Urbana.
De burgemeester is sinds 2015 Deborah Frank Feinen.

## Demografie
Bij de volkstelling in 2000 werd het aantal inwoners vastgesteld op 67.518.
In 2006 is het aantal inwoners door het United States Census Bureau geschat op 73.685, een stijging van 6167 (9,1%).

## Geografie
Volgens het United States Census Bureau beslaat de plaats een oppervlakte van
44,1 km², waarvan 44,0 km² land en 0,1 km² water.

## Plaatsen in de nabije omgeving
De onderstaande figuur toont nabijgelegen plaatsen in een straal van 16 km rond Champaign.

## Sport
In 1976 werd de eerste editie van het WK shorttrack in Champaign georganiseerd.

## Muziek
Champaign is ook de thuisstad van onder andere REO Speedwagon en de popgroep Champaign.

## Geboren
- James Tobin (1918-2002), econoom en Nobelprijswinnaar (1981)
- Annisteen Allen (1920–1992), blues- en rhythm-and-blues-zangeres
- Jack McDuff (1926–2001), jazz-organist en orkestleider
- Bob Richards (1926-2023), polsstokhoogspringer
- Lars Peter Hansen (1952), econoom en Nobelprijswinnaar (2013)
- Mark Kirk (1959), politicus van de Republikeinse Partij
- David Ayer (1968), filmregisseur, scenarist en producent
- Megyn Kelly (1970), journalist en nieuwspresentator
- James Davis (1976), atleet
- Ludacris (1977), rapper, acteur
- Tyler McGill (1987), zwemmer
- Katherine Reutter (1988), shorttrackster